# Jakob Meckel
Klemens Wilhelm Jacob Meckel (28 tháng 3 năm 1842 – 5 tháng 7 năm 1905) là một tướng lĩnh quân đội Phổ, từng tham gia Chiến tranh Pháp-Đức (1870 – 1871). Từ năm 1885 cho đến năm 1888, với quân hàm Thiếu tá, ông được chọn làm cố vấn quân sự cho triều đình Nhật Bản thời Minh Trị. Là một trong những cố vấn Đức có ảnh hưởng lớn nhất tại Nhật Bản, Meckel đã gạt bỏ ảnh hưởng của học thuyết quân sự Pháp – nước đã bị Đức đánh bại trong cuộc chiến năm 1870 – đối với Nhật. Đường lối chiến lược của ông đã giúp cho quân đội Nhật Bản đánh bại Đại Thanh trong chiến tranh Giáp Ngọ (1894 – 1895) và Nga trong chiến tranh Nga-Nhật (1904 – 1905).

## Tiểu sử
Meckel chào đời tại Köln, tỉnh Rhein, Phổ. Ông đã tốt nghiệp Trường Cao đẳng Tham mưu Quân sự Phổ vào năm 1867. Ông là một cựu chiến binh của cuộc Chiến tranh Pháp-Đức, và được tặng thưởng Huân chương Thập tự Sắt trong cuộc chiến tranh này.

### Ở Nhật Bản
Cuộc Chiến tranh Pháp-Đức đã chấm dứt ưu thế của học thuyết quân sự Pháp. Sau chiến thắng của Đức trong cuộc chiến, triều đình Minh Trị của Nhật Bản quyết định tổ chức Lục quân Đế quốc Nhật Bản, Meckel (với quân hàm thiếu tá trong thời gian đó) được mời đến Nhật với cương vị là giáo sư Đại học Lục Quân đồng thời là cố vấn của Bộ Tổng tham mưu Đế quốc Nhật Bản. Để hồi đáp thỉnh cầu của người Nhật, Tổng tham mưu trưởng quân đội Phổ Helmuth von Moltke đã cử Meckel xuất dương. Ông phối hợp hoạt động chặt chẽ với các Thủ tướng tương lai của Nhật Bản là tướng Katsura Tarō và tướng Yamagata Aritomo, và với nhà chiến lược quân đội – tướng Kawakami Soroku. Meckel đã đưa ra nhiều đề xuất, trong đó có việc tái cấu trúc cơ cấu chỉ huy của quân đội thành các sư đoàn và trung đoàn, nhờ đó gia tăng tính cơ động, củng cố hệ thống hậu cần và vận tải của quân đội, qua việc nối liền các căn cứ quan trọng của quân đội bằng đường sắt, thiết lập các trung đoàn pháo binh và công binh như những đơn vị độc lập, và duyệt lại hệ thống nghĩa vụ quân sự phổ quát để xóa bỏ hầu như tất cả các trường hợp ngoại lệ (chế độ cưỡng bách tòng quân). Một bức tượng bán thân Meckel được đặt ở phía trước Đại học Lục quân từ năm 1909 cho tới năm 1945.
Mặc dù thời kỳ làm việc ở Nhật (1885 – 1888) của ông tương đối ngắn, Meckel có ảnh hưởng rất lớn đến sự phát triển của nền quân sự Nhật Bản. Được xem là người đã giới thiệu các học thuyết quân sự của Clausewitz và khái niệm về các cuộc tập trận giả của Phổ (Kriegspiel) đến Nhật Bản trong một quá trình cải tiến chiến thuật. Bằng việc huấn luyện về chiến thuật, chiến lược và tổ chức cho khoảng 60 sĩ quan cao cấp nhất của Nhật Bản trong thời gian đó, ông gạt bỏ ảnh hưởng trước đó của các cố vấn quân sự người Pháp bằng những học thuyết của mình. Meckel đặc biệt nhấn mạnh tư tưởng của cố vấn Hermann Roesler về lòng trung kiên với Thiên hoàng qua việc giảng dạy cho các học trò của ông rằng thắng lợi quân sự của Phổ là một hệ quả của sự trung kiên của đội ngũ sĩ quan dành cho vị Hoàng đế tối cao của họ, việc mà các Điều XI-XIII của Hiến pháp Đế quốc Nhật Bản đã quy định rõ ràng.
Là người chủ trương thực hiện các cuộc tấn công ồ ạt bằng bộ binh, Meckel tin rằng ưu thế về quân số, tổ chức, tinh thần kỷ cương và dũng cảm tuyệt đối sẽ đè bẹp mọi thứ trong những đợt tấn công như vậy. Các cải cách của Meckel đã giúp cho Nhật Bản đánh bại đế quốc Thanh-Trung Quốc trong cuộc Chiến tranh Giáp Ngọ (1894 – 1895). Trong chiến tranh, những học trò Nhật Bản của ông đã chứng tỏ sự thành thạo của mình đối với những bài giảng của Meckel. Nhờ áp dụng chiến thuật xung kích ào ạt bằng những đội hình bộ binh dày đặc, họ đánh chiếm được cảng Lữ Thuận từ tay một lực lượng nhỏ hơn của Mãn Thanh.
Tiếp theo đó, trong cuộc chiến tranh Nga-Nhật (1904 – 1905), các học trò của Meckel một lần nữa giành phần thắng. Mặc dù vậy, chiến lược của ông đã mang lại thiệt hại nặng nề cho phía Nhật trong cuộc chiến. Để đánh chiếm cảng Lữ Thuận, quân Nhật chịu thiệt hại đến 59.000 người. Sang trận Phụng Thiên, quân Nhật phải chuyển sang tấn công bằng những đội hình lỏng lẻo, nhờ đó mà tổn thất ít hơn kẻ thù bại trận của họ.

### Về Bộ Tổng tham mưu Đức
Khi trở về nước Đức, Meckel làm việc trong Trung đoàn Bộ binh số 2 tại pháo đài Mainz, về sau được phong cấp Thiếu tướng, và được cử làm tổng chỉ huy các lực lượng Đức ở vùng sông Rhein. Ông là biên tập viên của các ấn bản thứ hai và ba của cuốn Những trách nhiệm của Bộ Tổng tham mưu ('Der Dienst des Generalstabes) của nhà lý luận quân sự Paul Bronsart von Schellendorff. Ông được bổ nhiệm làm Phó Tổng tham mưu trưởng Quân đội Đức vào năm 1895. Tuy nhiên, Đức hoàng Wilhem II không ưa chuộng ông và phản đối việc liệt ông vào hàng Tiểu Nam tước Phổ (Junker) . Thay vì đó, ông lại được chỉ định làm Lữ đoàn trưởng Lữ đoàn Bộ binh số 8, nhưng về hưu không lâu sau đó. Ông từ trần ở thành phố suối khoáng Gernrode, hưởng thọ 65 tuổi.